# トニ・ゴルペツ
トニ・ゴルペツ（Toni Gorupec、1993年7月4日 - ）は、クロアチア・ザグレブ出身のサッカー選手。ドルガHNL・エスニコス・アフナFC所属。ポジションはDF。